# Sharpend Glacier
Der Sharpend Glacier (englisch für Angespitzter Gletscher) ist ein 2,5 km langer Gletscher im ostantarktischen Viktorialand. In der Convoy Range fließt er vom südlichen Ende der Staten Island Heights in das Alatna Valley.
Eine Mannschaft des New Zealand Antarctic Research Programme, die zwischen 1989 und 1990 in diesem Gebiet tätig war, verlieh ihm in Bezug auf die Form seiner Mündung seinen deskriptiven Namen.